# Damora pasargades
Damora pasargades är en fjärilsart som beskrevs av Hans Fruhstorfer 1908. Damora pasargades ingår i släktet Damora och familjen praktfjärilar. Inga underarter finns listade i Catalogue of Life.